# Vierhöfen
Vierhöfen település Németországban, azon belül Alsó-Szászország tartományban. Lakosainak száma 920 fő (2023. december 31.). Vierhöfen Kirchgellersen, Salzhausen és Garstedt községekkel határos.

## Népesség
A település népességének változása:
| Lakosok száma | 961  | 988  | 987  | 925  | 913  | 920  |
|               | 2016 | 2017 | 2019 | 2021 | 2022 | 2023 |